# Bericiformes

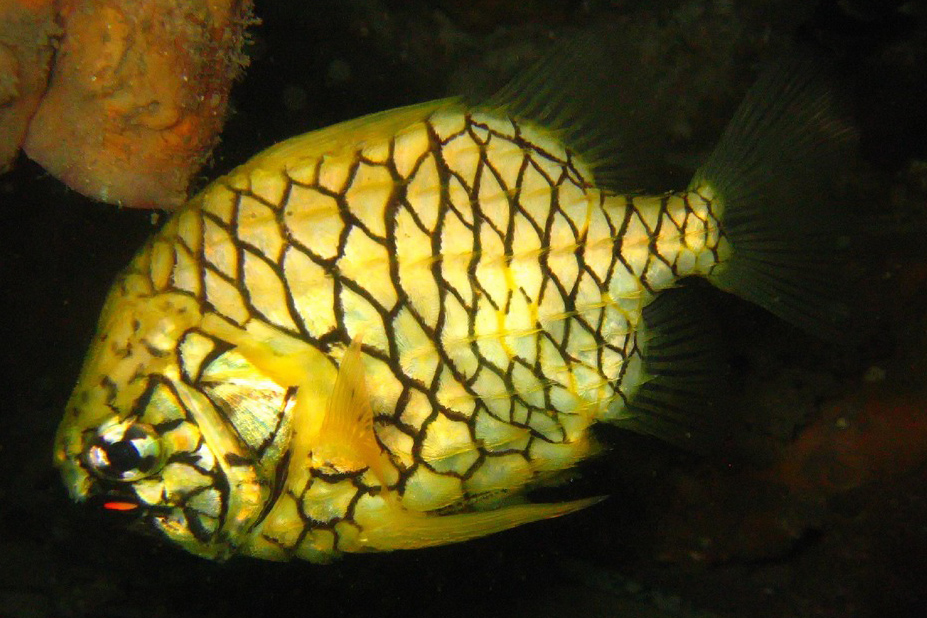
Cleidopus gloriamaris

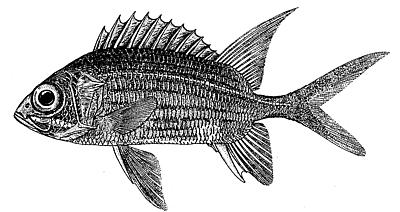
Holocentrus adscensionis

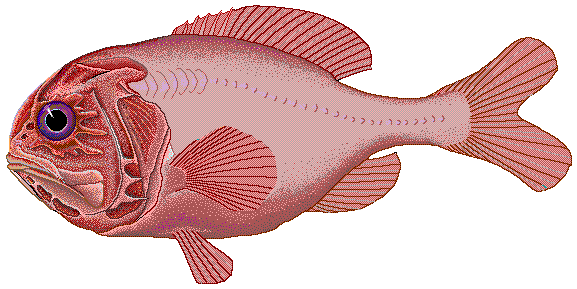
Hoplostethus atlanticus

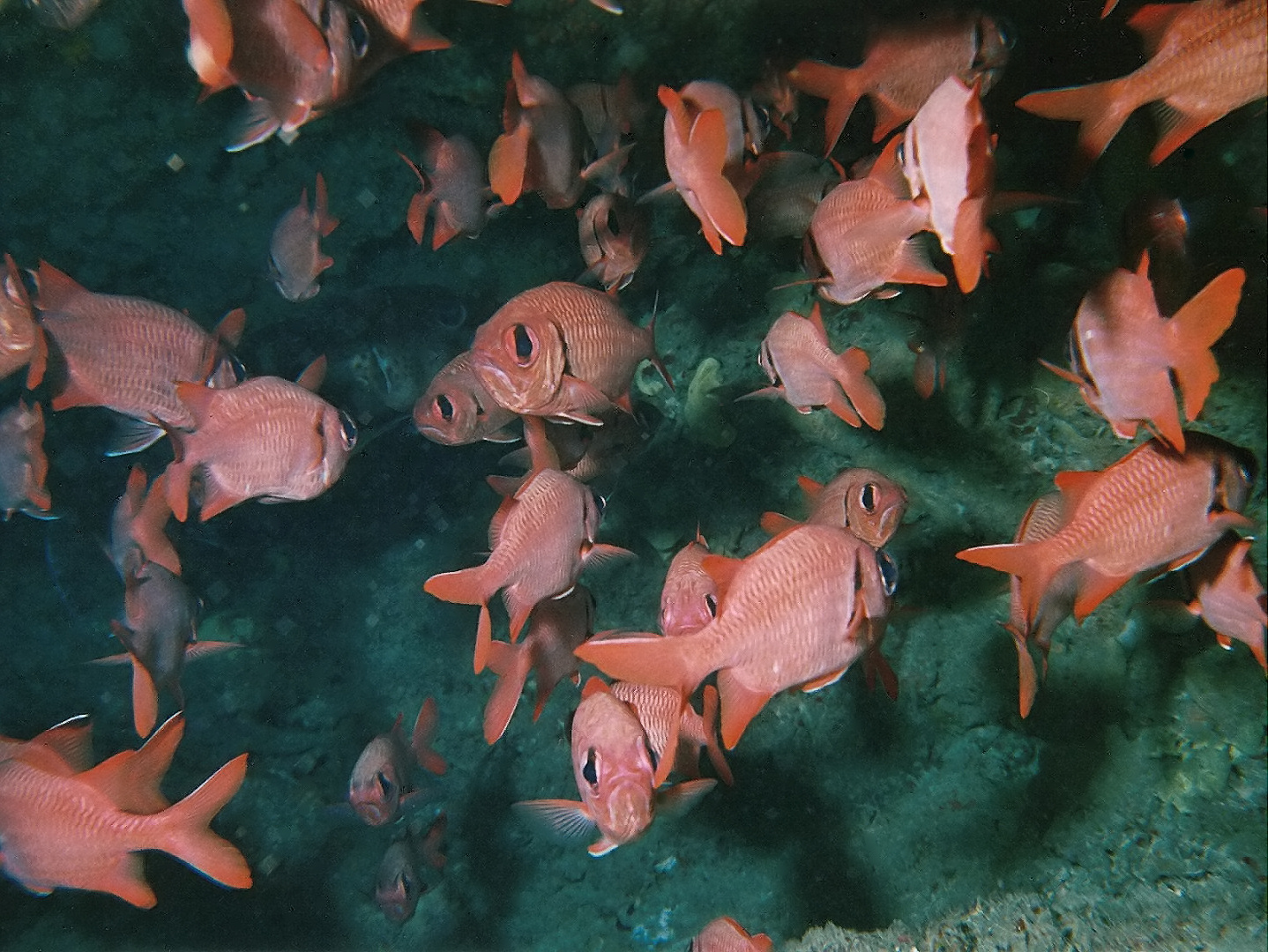
Mola de Myripristis pralinia a l'illa de Maurici.

Els bericiformes (Beryciformes) són un ordre de peixos teleostis del superordre dels acantopterigis molt primitius i poc coneguts. No tenen moltes més coses en comú, per la qual cosa es pot considerar un grup artificial que agrupa tàxons només per conveniència.

## Morfologia
- Cos oval i comprimit.
- Cap amb unes grans depressions plenes d'una substància mucosa.
- Colors vistosos.
- Gran nombre de radis a les aletes pelvianes.[5]
- El gènere representatiu n'és Beryx, de color blanc argentat, amb les aletes i el dors de color violeta; després de mort es torna completament vermell.[6]

## Distribució geogràfica
Es troben a la zona abissal i a latituds tropicals de l'Atlàntic, de l'Índic i del Pacífic.

## Taxonomia
Consta de 16 famílies, 57 gèneres i al voltant de 219 espècies.
- Subordre Berycoidei
  - Família Berycidae
- Subordre Holocentroidei
  - Família Holocentridae
- Subordre Trachichthyoidei
  - Família Anomalopidae
  - Família Anoplogastridae (Gill, 1893)
  - Família Diretmidae
  - Família Monocentridae
  - Família Trachichthyidae[7][8][9][10][11][12][13][14][15]